# Nowy Dwór Królewski
Nowy Dwór Królewski är en by i kommunen (gmina) i länet (powiat) Chełmiński i vojvodskapet Kujawy-Pomorze i Polen. Byn grundades under medeltiden och finns först omnämnd 1398, och löd under Tyska orden 1398-1421. I tyskspråkiga dokument omnämns byn omväxlande som Nuwenhof, Nuwenhuf, Nuwemhoff, och Koenigliche Neuhof. I samband med Polens första delning 1772 hamnade byn i Västpreussen.
- Wikimedia Commons har media som rör Nowy Dwór Królewski.